# Mobilt styresystem
Et mobilt styresystem, mobilstyresystem (eller mobilt OS) er et styresystem til mobile computere. Det kan bruges på enheder som smartphones, tavlecomputere, PDA'er, osv. En bærbar computer er mobil, men den bruger typisk et styresystem som oprindeligt er designet til brug på en stationær pc, som historisk set ikke havde eller behøvede mobile egenskaber. Denne forskel er blevet sløret i nogle nyere styresystemer, som er designet til både stationært og mobilt brug. De fleste nye computere benytter i dag mobile styresystemer.
OS er er forkortelse for Operating System, som er det engelske ord for styresystem.

## Mobile styresystemer
Aktuelle mobile styresystemer omfatter:
- Android fra Google
- Windows 10 Mobile fra Microsoft
- iOS fra Apple Inc.
- Tizen fra Linux Foundation
- Sailfish OS fra Jolla
- Ubuntu Touch fra Canonical
- BlackBerry fra BlackBerry Limited
- Firefox OS fra Mozilla Foundation
- Bada fra Samsung Electronics